# کلمنس بائومکر
کلمنس بائومکر (زاده ۱۶ سپتامبر ۱۸۵۳ – درگذشته ۷ اکتبر ۱۹۲۴) مورخ آلمانی فلسفه بود .
بائومکر در پادربورن از یک معلم ژیمناستیک به دنیا آمد. او فلسفه، الهیات و زبان‌شناسی را در پادربورن و بعداً در دانشگاه مونستر خواند و در سال 1877 از آنجا دکترا گرفت. از سال 1879 او یک مدرس ژیمناستیک در مونستر بود.
با تلاش گئورگ فون هرتلینگ در سال 1883 به عنوان استاد فلسفه در دانشگاه برسلاو منصوب شد و تا سال 1900 در آنجا ماند. در آن سال به دانشگاه بن نقل مکان کرد و در سال 1903 به دانشگاه استراسبورگ رفت و در آنجا کرسی خالی ویلهلم ویندلبند را پر کرد. در سال 1912 او به دانشگاه مونیخ نقل مکان کرد و جای خالی دوستش فون هرتلینگ را پر کرد. او در سال 1924 در مونیخ درگذشت.
بائومکر به ویژه برای مطالعات خود در تاریخ فلسفه قرون وسطی شناخته شده بود.

## آثار برگزیده
- مسئله ماده در فلسفه یونانی، 1890
- بنیانگذار "مشارکت در تاریخ فلسفه قرون وسطی" (از سال 1891)
- فلسفه اروپای قرون وسطی، 1909
- فلسفه طبیعی راجر بیکنز ، 1916
- افلاطون گرایی در قرون وسطی، 1916
- پیتر فون هیبرنیا، معلم جوان توماس آکویناس و مشاجره او در برابر پادشاه مانفرد، مونیخ، 1920.